# زيت الفستق

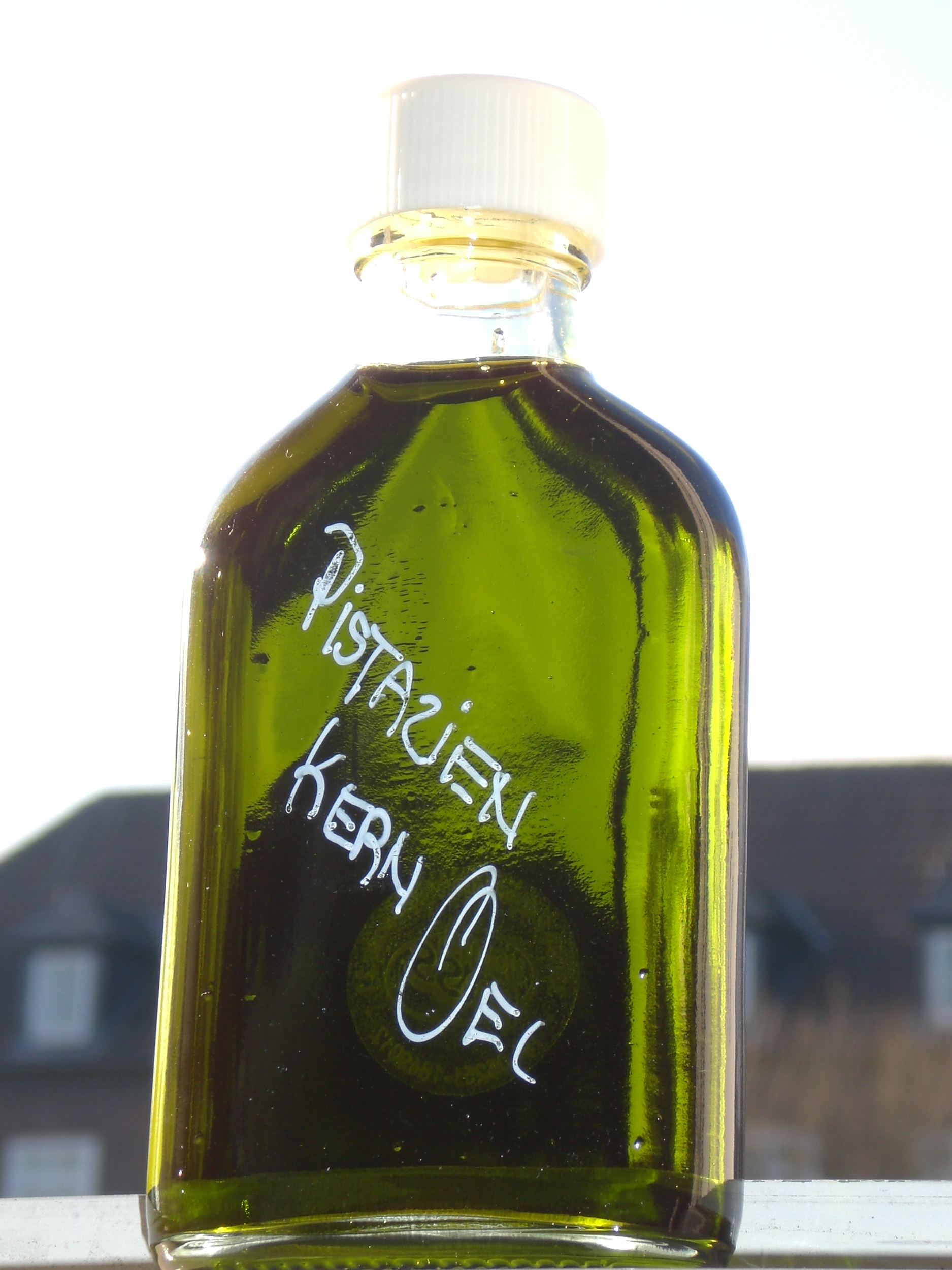
زيت الفستق

زيت الفستق هو زيت يتم إنتاجه عن طريق الطحن والاستخراج من ثمار شجرة الفستق.

## استخدامات الطهي
بالمقارنة مع زيوت المكسرات الأخرى؛ يتمتع زيت الفستق بنكهة قوية بشكل خاص. ومثله كمثل زيوت المكسرات الأخرى؛ يكون طعمه مشابه للفستق الذي يستخرج منه.
يحتوي زيت الفستق على نسبة عالية من فيتامين E، حيث يحتوي على حوالي 19 مجم / 100 جم. كما يحتوي على حوالي 12.7 ٪ من الدهون المشبعة، و53.8 ٪ من الدهون الأحادية غير المشبعة، و32.7 ٪ من حمض اللينولييك، و0.8 ٪ من الأحماض الدهنية-أوميغا 3.
```
يستخدم زيت الفستق لإضافة نكهة على الأطعمة، مثل عند طهي الخضروات على البخار
[
1
]
 يستخدم زيت الفستق كزيت إضافي على مائدة الطعام لإضافة نكهة إلى الأطعمة، كالخضروات المطهية على البخار مثلا.
[
2
]
```

## استخدامات أخرى
يستخدم زيت الفستق أيضًا في منتجات العناية بالبشرة.